# Monopterus indicus
Monopterus indicus (tên thông dụng: lươn đầm lầy Bombay) là một loài lươn trong họ Synbranchidae. Đây là loài đặc hữu Ấn Độ.